# Lijst van Eurocommissarissen voor Klimaat
De functie van Europees commissaris voor Klimaat is sinds het aantreden van de commissie-Barroso II (februari 2010) een functie binnen de Europese Commissie. Tijdens de Europese Raad van december 2008 kwamen de regeringsleiders overeen tot het zogenoemde 20-20-20-pakket. Om uitdrukking te geven aan de doelstellingen van dit pakket kreeg de commissie Barroso II (2010-2014) een commissaris die alleen verantwoordelijk was voor de portefeuille klimaat. Op 11 december 2019 stelde de Europese Commissie haar Europese Green Deal voor met als belangrijkste doelstelling een klimaatneutrale economie te bereiken tegen 2050. Commissie-vicevoorzitter Frans Timmermans werd verantwoordelijk voor deze functie.

## Commissarissen
|  | Naam                | Lidstaat   | Nationale partij | Periode   | Commissies    |
|  | ------------------- | ---------- | ---------------- | --------- | ------------- |
|  | Connie Hedegaard    | Denemarken | DKF              | 2010-2014 | Barroso II    |
|  | Miguel Arias Cañete | Spanje     | PP               | 2014-2019 | Juncker       |
|  | Frans Timmermans    | Nederland  | PvdA             | 2019-     | Von der Leyen |